# Brandlobelia
De brandlobelia (Lobelia urens) is een overblijvende plant die behoort tot de klokjesfamilie (Campanulaceae). De naam verwijst naar het sap dat bij aanraking met de huid een branderig gevoel achterlaat. De soort komt van nature voor in West-, Zuidwest-Europa en Noord-Afrika. Het aantal chromosomen is 2n = 14.
De plant wordt 20-60 cm hoog en vormt een wortelstok. De vrijwel kale, iets gevleugelde stengel is rechtopstaand. De onderste, 3-10 cm lange en 0,8-2,5 cm brede bladeren zijn omgekeerd eirond of langwerpig, ongelijk getand en hebben een bladsteel. De lancetvormige, iets getande, 4-7 cm lange stengelbladeren zijn zittend.
De brandlobelia bloeit vanaf juni tot in oktober met rechtopstaande, paarsblauwe, tweelippige, 1-1,5 cm grote bloemen. De bloeiwijze is een tot 20 cm lange, ijle tros. De bovenlip heeft twee lobben en de onderlip drie lobben. De 3,5-20 mm lange schutbladen zijn lijnvormig en even lang als of langer dan de bloemsteel. De getande, rechtopstaande kelk is 2,5 - 6,5 mm lang en  0,5 mm breed
De vrucht is een rechtopstaande, langwerpige, cilindervormige, 8-10 mm lange doosvrucht, die rijp door de tanden van de kelk wordt bedekt. Het zaad is tot 0,5 mm groot.

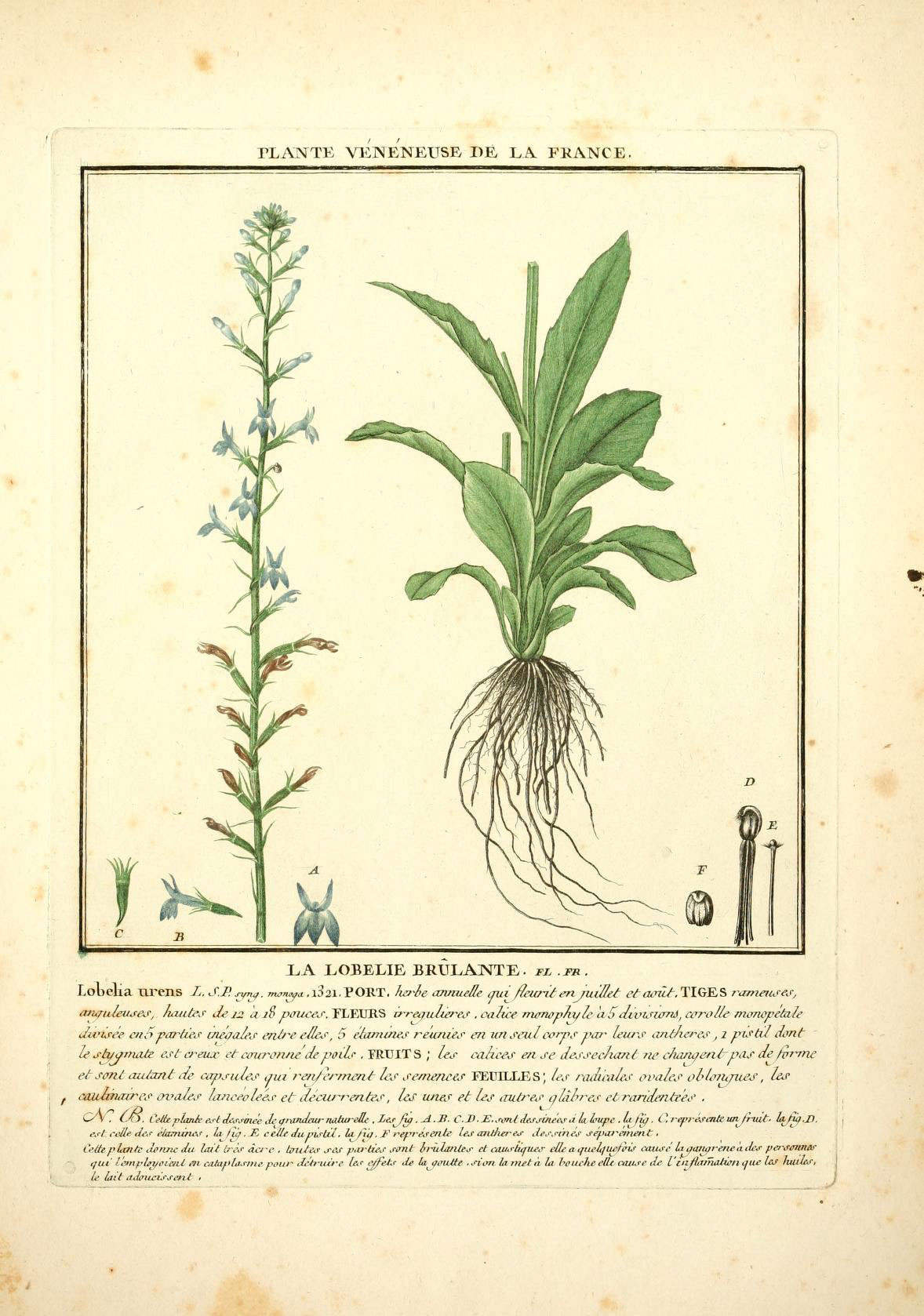
Illustratie
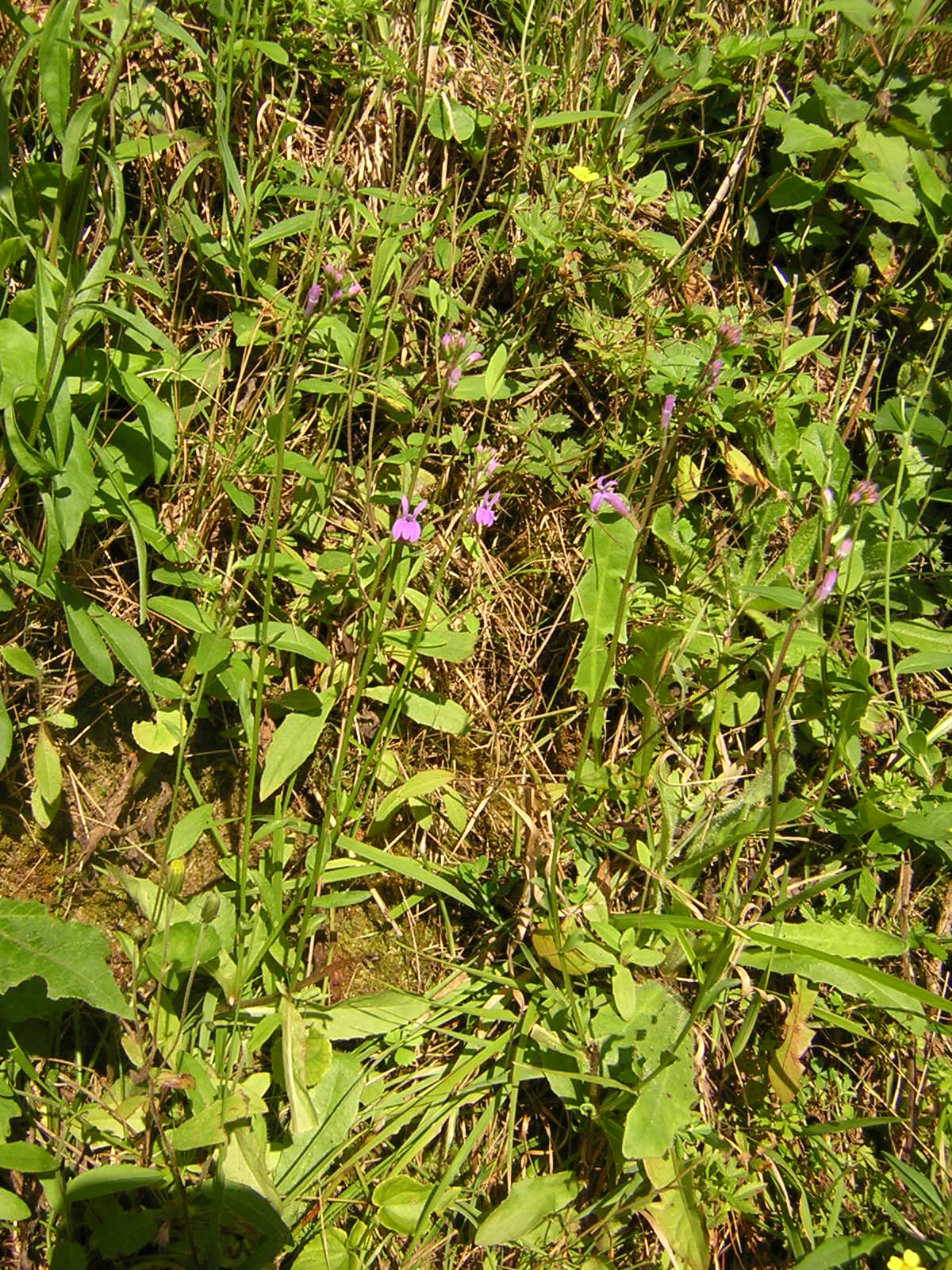
Planten
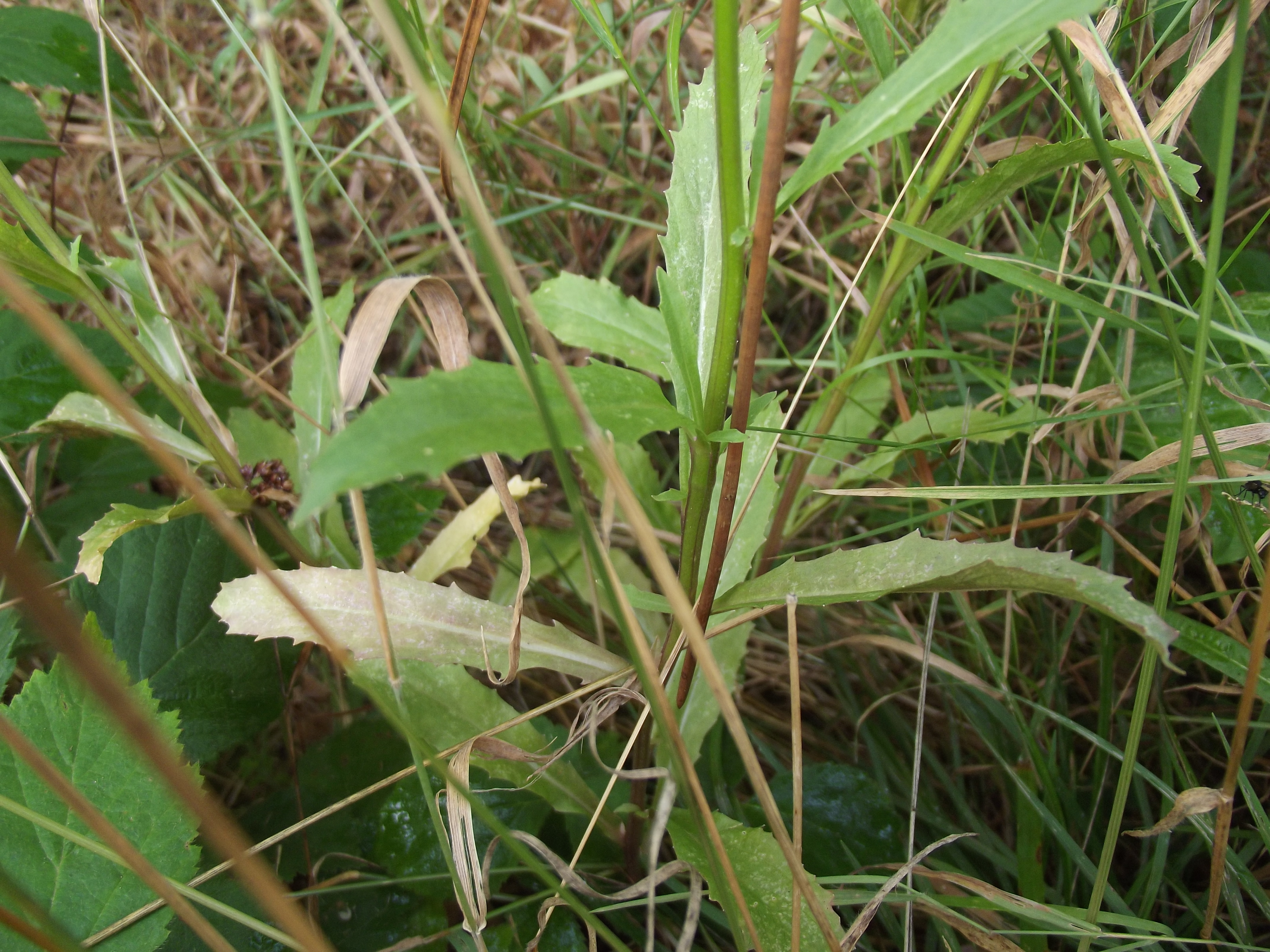
Stengel
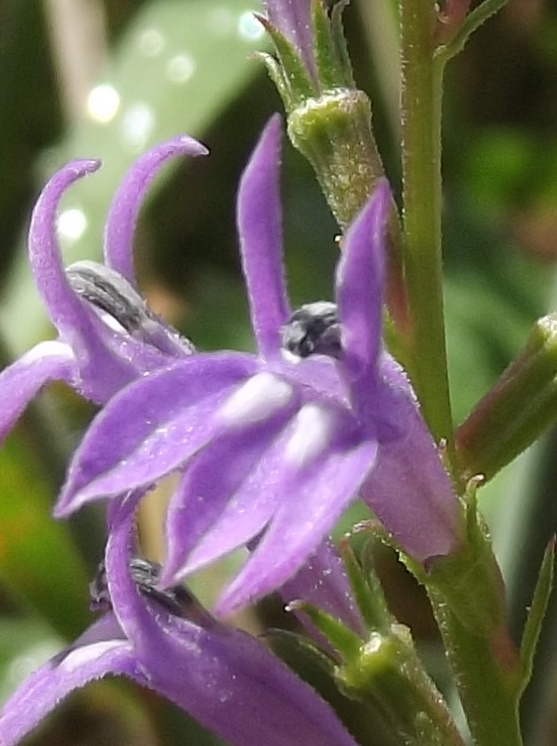
Bloem
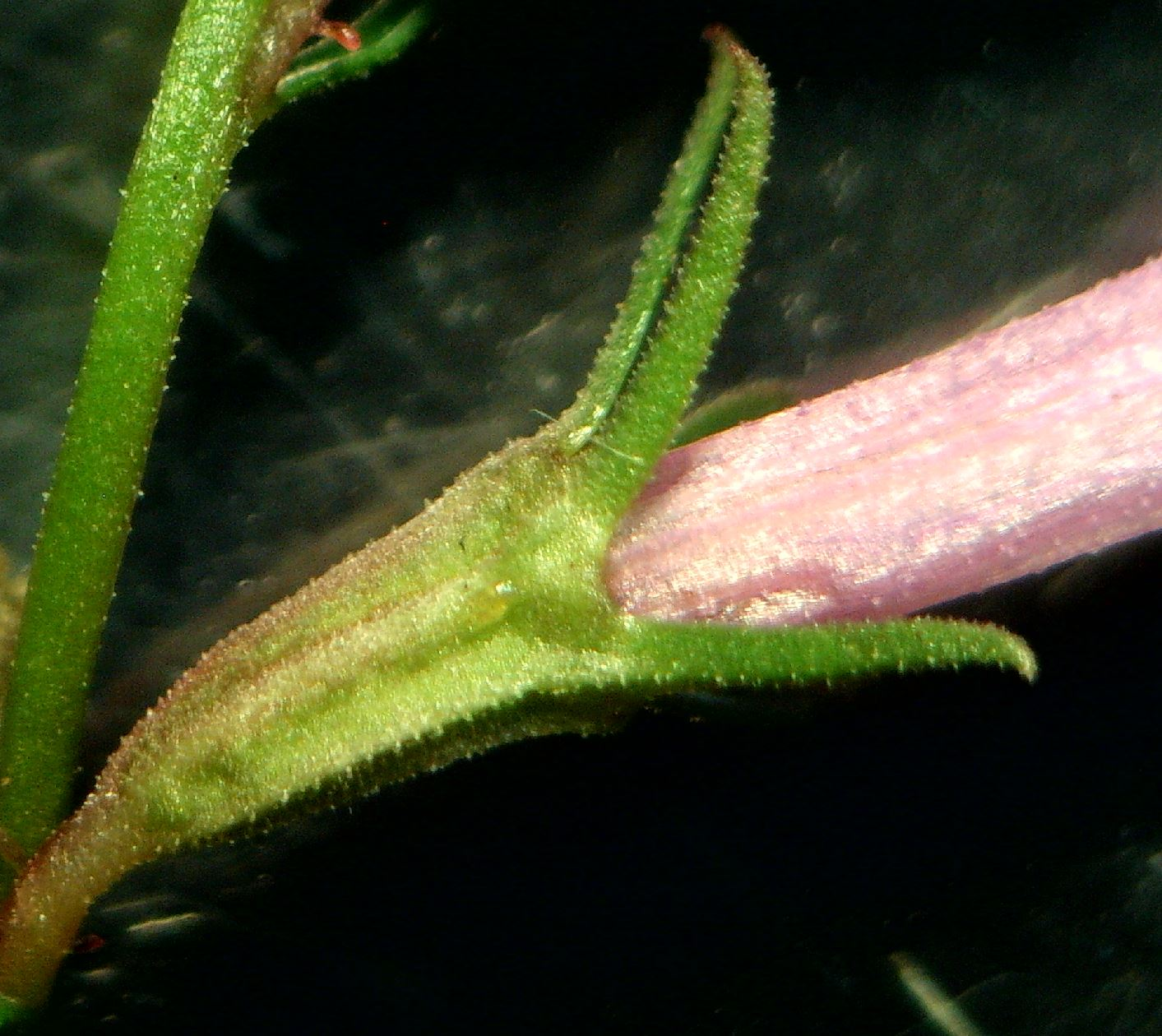
Kelk
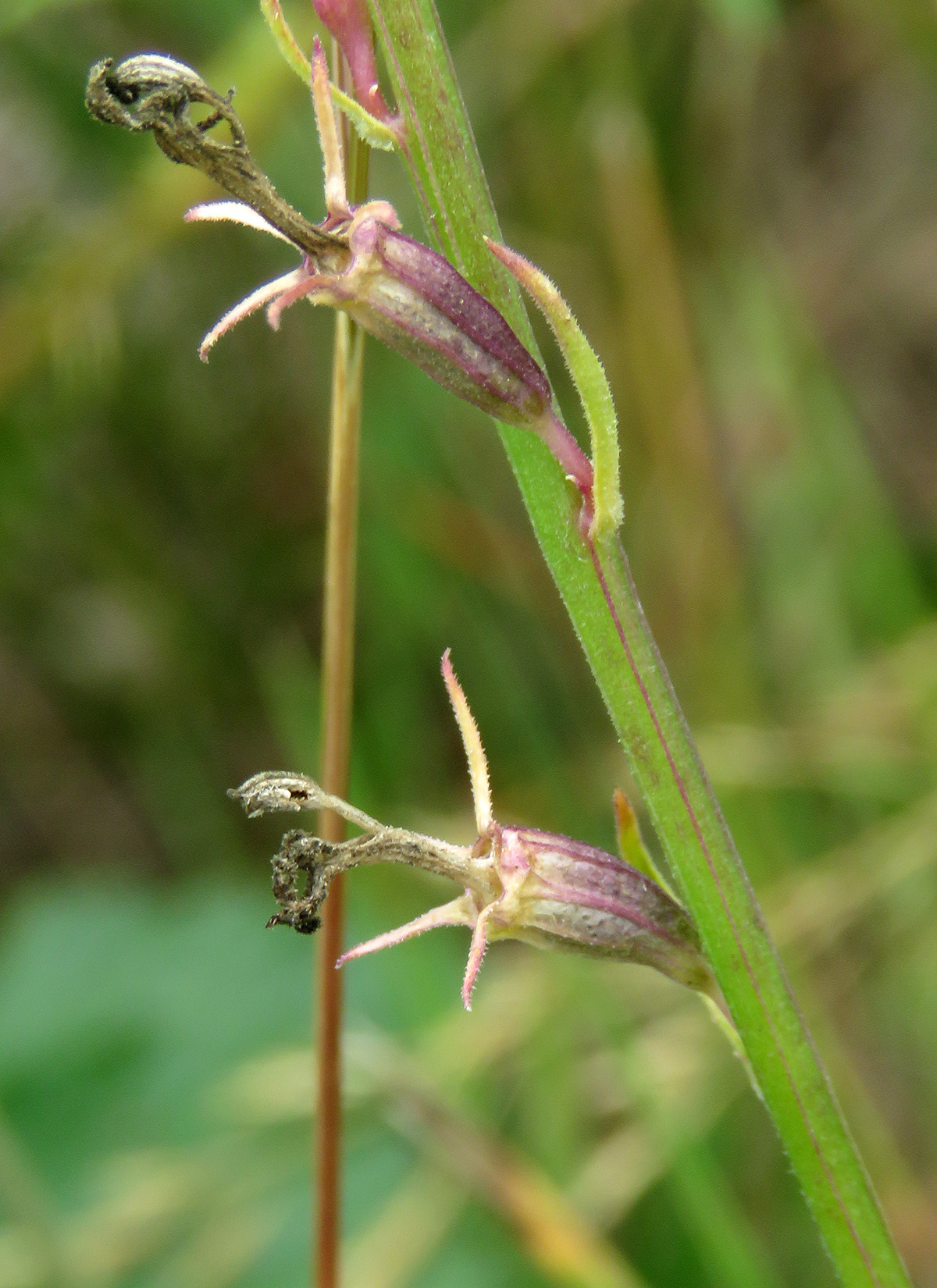
Vrucht

De brandlobelia komt voor op zonnige tot licht beschaduwde vochtige, matig voedselarme grond in bossen, langs bosranden en op heidevelden.